# 빌 스테피언
빌 스테피언(영어: Bill Stepien, 1978년 10월 6일 ~ )는 미국 공화당 소속의 정치 전략가이다. 2016년 미국 대통령 선거에서 도널드 트럼프 공화당 후보 선거 캠프의 국내 담당 간부로 발탁되었다.
2014년 크리스 크리스티 뉴저지주 주지사의 측근으로 일했는데, 이 당시 불거진 이른바 '브리지 게이트'의 배후로 지목되어 해임되었다. 브리지 게이트는 크리스티의 주지사 재선을 지지하지 않은 포트리 시장을 엿먹이기 위해 뉴욕과 포트리를 연결하는 조지 워싱턴 다리에 교통체증을 유발했다는 스캔들이다.